# Bateria aluminiowo-jonowa
Bateria aluminiowo-jonowa – bateria wynaleziona przez naukowców z Uniwersytetu Stanforda, składająca się z aluminiowej anody o ujemnym ładunku i grafitowej katody o ładunku dodatnim. Ogniwo baterii powstałe z połączenia aluminium i grafitu wytrzymuje 7500 cykli ładowania.
Bateria nie jest łatwopalna dzięki jonowemu elektrolitowi ze specjalnej soli, która w pokojowej temperaturze występuje w stanie ciekłym. Napięcie wynosi maksymalnie 2 V.